# Paavonlampi
Paavonlampi är en sjö i kommunen Joensuu i landskapet Norra Karelen i Finland. Den är 20,6 meter djup. Arean är 43 hektar och strandlinjen är 6,57 kilometer lång. Sjön  ingår i Jänisjokis huvudavrinningsområde.   Den ligger omkring 21 kilometer öster om Joensuu och omkring 380 kilometer nordöst om Helsingfors. 